# Ouedkniss
Ne doit pas être confondu avec Oued Kniss.
Ouedkniss est un site web de petites annonces basé en Algérie. Fondé en 2006, offrant un large éventail de produits et de services allant des voitures et des motos aux appareils électroniques et aux offres d'emploi. C'est l'un des sites les plus visités en Algérie.

## Histoire
Ouedkniss est créée en 2006 par Hichem Soudah, Amine Benmouffok, Ahmed Bouaouina, Mehdi Mounis Bouzid et Djamel Eddine Dib, alors encore lycéens, ont été témoins impuissants de la fermeture du marché de la rue Oued kniss, nommée en référence au cours d'eau Oued Kniss. Ce marché animé était un lieu de rencontre important pour les habitants du quartier et sa fermeture a été ressentie comme une grande perte. C'est à partir de cette expérience que les fondateurs ont décidé de créer le premier site d'annonces gratuites en Algérie, pour offrir une plateforme en ligne où les gens pouvaient acheter, vendre et échanger des biens.

## Identité visuelle

Logos
Logo en 2009
Logo en 2015.
Logo avant 2019.
Logo depuis décembre 2019.